# Abeuk Geulanteu
Abeuk Geulanteu is een bestuurslaag in het regentschap Aceh Timur van de provincie Atjeh, Indonesië. Abeuk Geulanteu telt 1009 inwoners (volkstelling 2010).